# كينيث هاوس
كينيث هاوس (7 أبريل 1936 - 18 أكتوبر 2014)  (بالإنجليزية: Kenneth House)‏ هو لاعب كريكت بريطاني.